# یوجی هاشیموتو
یوجی هاشیموتو (انگلیسی: Yuji Hashimoto؛ زادهٔ ۱۳ مهٔ ۱۹۷۰) بازیکن فوتبال اهل ژاپن است.
از باشگاه‌هایی که در آن بازی کرده‌است می‌توان به باشگاه فوتبال گامبا اوساکا و باشگاه فوتبال ساگان توسو اشاره کرد.